# Jerzy Antoni Woźniak
Jerzy Antoni Woźniak (ur. 29 maja 1938 w Łodzi, zm. 28 stycznia 2014 w Kaliszu) – polski operator, reżyser i realizator telewizyjny, pedagog, rektor Państwowej Wyższej Szkoły Filmowej, Telewizyjnej i Teatralnej im. Leona Schillera w Łodzi.

## Życiorys
W 1960 podjął studia na Wydziale Operatorskim PWSTIF, które ukończył w 1967, jednocześnie pracując jako operator w latach 1961–1962 w Studiu Małych Form Filmowych „Se-Ma-For”. Następnie w 1962 pracował jako operator, realizator i reżyser dla TVP w Łodzi, jednocześnie będąc wykładowcą i asystentem Jerzego Bossaka na PWSFTviT w Łodzi. W 1964 został samodzielnym wykładowcą – wykładał przedmiot realizacja telewizyjna. W latach 1979–1989 był kierownikiem Działu Realizacji łódzkiego oddziału TVP. Od 1987 do 1993 pełnił funkcję dziekana Wydziału Operatorskiego. W 1989 uzyskał tytuł profesora sztuki filmowej, a w 1991 został profesorem zwyczajnym uczelni. Następnie w latach 1993–1994 był prorektorem uczelni ds. współpracy z zagranicą, a w latach 1994–1998 dyrektorem naczelnym TVP w Łodzi i zastępcą dyrektora Biura Oddziałów Terenowych do spraw Programowych TVP, gdzie opracowywał projekt Telewizji Regionalnej (TVP3). W latach 1999–2002 był ponownie dziekanem Wydziału Operatorskiego. W latach 2002–2008 był rektorem łódzkiej filmówki, a następnie był wykładowcą na specjalności Zarządzanie mediami w Państwowej Wyższej Szkoły Zawodowej w Kaliszu.
Operator, reżyser i realizator telewizyjny, reżyser teatralny, pedagog w latach 2002–2008 rektor uczelni. Inicjator organizowanego w latach 1993–2011 przez uczelnię Międzynarodowego Festiwalu Szkół Filmowych i Telewizyjnych „Mediaschool”. Współpracował z Teatrem Wielkim w Łodzi jako reżyser teatralny. Publikował artykuły w czasopiśmie „Folia Filmologica” oraz pisał felietony do miesięcznika „TV Sat Magazyn”.
Jerzy Woźniak zmarł po upadku na oblodzonym chodniku, po którym szedł w przerwie pomiędzy wykładami na uczelni w Kaliszu. Po wypadku przez kilka dni pozostawał w śpiączce. Zmarł 28 stycznia 2014.
Jerzy Antoni Woźniak został pochowany w alei zasłużonych cmentarza Doły w Łodzi.

## Nagrody
- Grand Prix Międzynarodowego Konkursu Programów Telewizyjnych w Sopocie za scenariusz i reżyserię programu „Magic Show” (1979),
- III Nagroda na Międzynarodowym Konkursie Telewizyjnych Programów Rozrywkowych w Montreux za „Ate Apocalipsis”,
- II Nagroda na Festiwalu Filmów Żeglarskich „Yachting” za film „Welcome Stasiu” (1988),
- Nagroda Międzynarodowego Festiwalu Filmów Żeglarskich w Katowicach (1990),
- Nagroda Międzynarodowego Festiwalu Filmów Żeglarskich w Katowicach (1991),
- Nagroda Miasta Łodzi (2008)[1][3].

## Odznaczenia
- Medal Komisji Edukacji Narodowej (2005),
- Srebrny Medal „Zasłużony Kulturze – Gloria Artis” (2005)[1].

## Filmografia

### Reżyseria
- „Reportaż z Jugosławii” (1957),
- „Skumbrie w tomacie...pstrąg” (1959),
- „Holajza” (1960),
- „Parasolki” (1960),
- „Powrót” (1970),
- „Ate Apocalipsis” (1983),
- „Janasowe narodzenie” (1984),
- „Reduty września” (1986),
- „Porytowe wzgórze” (1987),
- „Welcome Stasiu” (1987),
- „Pamięć i legenda” (1988)[1].

### Scenariusz
- „Parasolki” (1960),
- „Powrót” (1970),
- „Ate Apocalipsis” (1983),
- „Janasowe narodzenie” (1984),
- „Pamięć i legenda” (1988)[1].